# 3529 Dowling
A 3529 Dowling (ideiglenes jelöléssel 1981 EQ19) a Naprendszer kisbolygóövében található aszteroida. Schelte J. Bus fedezte fel 1981. március 2-án.